# Antanas Smetona
Antanas Smetona, né le 10 août 1874 à Užulėnis et mort le 9 janvier 1944 à Cleveland, est un homme politique lituanien. Il fut l'un des politiciens lituaniens les plus importants de l'entre-deux-guerres.

## Biographie
Antanas Smetona fut le premier chef de l'État lituanien du 4 avril 1919 au 19 juin 1920. Il en fut aussi le dernier du 19 décembre 1926, date à laquelle il prit le pouvoir de façon autoritaire, au 15 juin 1940, avant que le pays ne soit occupé par les Soviétiques. Il fut aussi un des plus célèbres idéologues du nationalisme lituanien, en devenant dictateur à partir de 1929.
Plus tard il s'exile aux États-Unis, où il mourra dans l'incendie de la maison de son fils, à Cleveland. Ses proches ont accusé le NKVD de l'avoir assassiné[réf. nécessaire].